# Uth Sogn
Uth Sogn er et sogn i Horsens Provsti (Århus Stift).
I 1800-tallet var Uth Sogn anneks til Tyrsted Sogn. Tyrsted hørte til Hatting Herred, Uth til Bjerre Herred, begge i Vejle Amt. Tyrsted-Uth sognekommune blev ved kommunalreformen i 1970 indlemmet i Horsens Kommune.
I Uth Sogn ligger Uth Kirke.
I sognet findes følgende autoriserede stednavne:
- Boller (bebyggelse, ejerlav)
- Boller Nederskov (areal)
- Boller Overskov (areal)
- Christiansminde (landbrugsejendom)
- Eskekrogen (bebyggelse)
- Klokkedal (bebyggelse)
- Neder Ustrup (bebyggelse, ejerlav)
- Nørhuse (bebyggelse)
- Over Ustrup (bebyggelse, ejerlav)
- Sejet (bebyggelse, ejerlav)
- Sejet Nørremark (bebyggelse)
- Uth (bebyggelse, ejerlav)